# Aldwark (Derbyshire)
Aldwark è un villaggio e parrocchia civile dell'Inghilterra, appartenente alla contea del Derbyshire.